# Хиазма
Хиазма (от гръцки – chiasmos – кръстообразно образувание) е термин от генетиката, свързан с процеса кросинговър при мейозата. Хиазмите се наричат местата при две хомоложни несестрински хроматиди, където малко преди това е протекъл кросинговър.
Сестринските хроматиди също формират хиазми помежду си, наричани chi-структури, но понеже генетичният материал на сестринските хроматиди е идентичен, не се случва някаква промяна видима в дъщерната клетка. Хиазмите става видими по време на диплотенния стадий от мейотичната първа профаза. Но самият кросинговър е протекъл преди това в предишния етап от профаза 1, наречен пахитен. Всеки хромозомен бивалент (тетрада – съставена от по два чифта сестрински хроматиди) започва разделяне и единствената връзка между несестринските хроматиди остават хиазмите.

## Честота на хиазмите
Честота на хизазмите = 2 x рекомбинантната честота

## Рекомбинантната честота
Рекомбинантна честота = (номерът на рекомбинации x 100) / (тоталния номер на потомството)

## История
Хиазмите са открити и описани през 1909 г. от Франс Алфонс Ясенс, йезуитски професор в Льовенския католически университет в Белгия.

## Мутации
Съществуват особен вид мутации, водещи до липса на хиазма в някои от хромозомните двойки. Тогава се наблюдава голям процент на гамети, имащи много по-малко или много повече хромозоми, което се дължи на неразделяния – „non dysjunction“. От сливането на такива гамети с липсващи или с повече копия хромозоми се образуват ненормални ембриони (геномни мутации), повечето от които загиват.
Резултати със скакалци Melanoplus femur-rubrum и Chorthippus brunneus показват, че вредата от ренгеновите лъчи, които поврежат ДНК, се намалява от формиращия хиазми „кросинговърен паруей“.